# Lawrence Joel Veterans Memorial Coliseum
Le Lawrence Joel Veterans Memorial Coliseum (aussi appelé LJVM Coliseum, Joel Coliseum, ou The Joel) est une salle omnisports située dans le Winston-Salem Entertainment-Sports Complex à Winston-Salem en Caroline du Nord. L'arène est principalement utilisée pour le basket-ball et les concerts.
Depuis 1989, ses locataires sont les équipes féminine et masculine de basket-ball de la Wake Forest University, les Wake Forest Demon Deacons (NCAA). Sa capacité est de 14 665 places pour les matchs de basket-ball, 15 200 places pour le tennis, 15 549 places pour le catch, 12 983 places pour le cirque puis entre 4 510 et 15 272 places pour les concerts.

## Histoire
La décision de construire une nouvelle salle sportive à Winston-Salem fut débattu pendant 15 années. Cependant, les référendums en 1976 et 1979 n'ont pas produit assez de soutien pour la construction d'un nouveau bâtiment. Avec de grandes arènes à Chapel Hill et à Charlotte, les dirigeants ont reçu assez d'appui pour mettre en mouvement les événements qui ont provoqué la mise en chantier pour le Lawrence Joel Veterans Memorial Coliseum. En novembre 1984, le président de Wake Forest University Thomas K. Hearn, Jr., a engagé $2,5 millions de dollars de l'université pour la construction d'une nouvelle arèna par la ville de Winston-Salem. En mars 1985, 56 membres du Citizens' Coliseum Committee, désignés par le maire Wayne Corpening, ont approuvé un projet pour bâtir une arèna de 14 000 sièges, avec une annexe de 3 500 sièges pour le hockey sur glace (LJVM Coliseum Annex), et la Dixie Classic Fair pour un total de $24 millions de dollars. En juin, un référendum pour autoriser la dépense de $20 millions pour la construction d'un Coliseum et d'une annexe a été approuvé par les électeurs de Winston-Salem par une marge entre 4 à 1 et 5 à 1.
Les premiers travaux ont commencé le 23 avril 1987, pour remplacer le vétuste Winston-Salem Memorial Coliseum (8 500 places). Le LJVM Coliseum est situé au 2825 University Parkway, dans le centre du Winston-Salem Entertainment-Sports Complex, composé du Groves Stadium (31 500 places) et du Ernie Shore Field (Stade des Warthogs de Winston-Salem). Il fut inauguré le 28 août 1989 et coûta $14,1 millions de dollars. Il a été nommé en l'honneur de Lawrence Joel, un infirmier de l'armée américaine originaire de Winston-Salem qui reçut la Medal of Honor en 1967 pour son action pendant la Guerre du Viêt Nam le 8 novembre 1965. Le mémorial a été conçu par James Ford à New York, et inclut la poésie "The Fallen" gravé sur un mur à l'intérieur du bâtiment.
Le LJVM était l'emplacement du tournoi de basket-ball de la Central Intercollegiate Athletic Association (CIAA) entre 1994 et 1999. En outre, les premier et deuxième tours du Championnat NCAA de basket-ball ont été tenus au Coliseum trois fois (1997, 2000 et 2007). Dans un match mémorable de second tour NCAA au Coliseum le 15 mars 1997, les North Carolina Tar Heels ont donné à leur entraîneur Dean Smith la 877e victoire de sa carrière, surpassant la légende Adolph Rupp des Kentucky Wildcats en tant qu'entraîneur de basket-ball d'université ayant le plus de victoires avec son équipe dans l'histoire.
Entre le 6 et 8 avril 2007, l'arène a organisé une partie des quarts de finale de la Coupe Davis 2007 avec la victoire des États-Unis 4 à 1 sur l'Espagne.

## Événements
- Quarts de finale de la Coupe Davis 2007, 6-8 avril 2007
- Central Intercollegiate Athletic Association basketball tournament, 1994 à 1999
- Premier et second tours du Championnat NCAA de basket-ball, 1997, 2001 et 2007
- Frank Spencer Holiday Classic
- WCW Fall Brawl 1997: War Games, 14 septembre 1997
- Harlem Globetrotters

Le Lawrence Joel Veterans Memorial Coliseum a accueilli de nombreux concerts comme :
- Gretchen Wilson
- Cher
- Dixie Chicks
- Clay Aiken et Kelly Clarkson
- Elton John
- Fantasia Barrino
- Dave Matthews Band
- Garth Brooks, 25-28 mars 1998